# Ojnowrd
Ojnowrd (persiska: اجنورد) är en ort i Iran.   Den ligger i provinsen Khorasan, i den nordöstra delen av landet, 500 km öster om huvudstaden Teheran. Ojnowrd ligger 1 376 meter över havet och antalet invånare är 133.
Terrängen runt Ojnowrd är kuperad.Runt Ojnowrd är det ganska glesbefolkat, med 29 invånare per kvadratkilometer. Närmaste större samhälle är Fīlshūr, 15,2 km nordost om Ojnowrd. Trakten runt Ojnowrd består i huvudsak av gräsmarker.